# Dynes Pedersen
Dynes Sneptrup Pedersen (Sunds, Herning, Jutlàndia Central, 26 de maig de 1893 – Copenhaguen, 28 de desembre de 1960) va ser un gimnasta artístic danès que va competir a començaments del segle xx.
El 1920 va prendre part en els Jocs Olímpics d'Anvers, on va guanyar la medalla de plata en el concurs per equips, sistema suec del programa de gimnàstica.